# جاين دي هال
ولدت جاين دي هال في 8 أب/أغسطس من سنة 1935 في كانساس سيتي في ولاية ميسوري الأمريكية حصلت هال على بكالوريوس في التعليم كانت هال حاكمة ولاية أريزونا ما بين شهر ايلول من سنة 1997 إلى شهر كانون الثاني من سنة 2003 وتنتمي جان دي هال إلى الحزب الجمهوري الأمريكي ولدى جان دي هال أربعة أولاد.